# Port lotniczy Gobabis
Port lotniczy Gobabis (IATA: GOG, ICAO: FYGB) – port lotniczy położony w Gobabis, w Namibii.